# Liste d'écrivains tchadiens
Cette liste d'écrivains tchadiens, non exhaustive, à compléter, vise à recenser la plupart des écrivains notables, du Tchad, ou d'origine tchadienne (diaspora comprise) ou revendiquant leur appartenance au Tchad.

## Liste

### Avant 1940
- Joseph Brahim Seid (1927-1980), Au Tchad sous les étoiles (1962), Un enfant du Tchad (1967)
- Antoine Bangui-Rombaye (1933-), Prisonnier de Tombalbaye (1980), Les Ombres de Koh (1983)

### Années 1940
- Khayar Oumar Defallah (1944-), Fils de nomade : les mémoires du dromadaire (2008)
- Zakaria Fadoul Khidir (1946-2019)[1], Les Moments difficiles dans les prisons d'Hissène Habré en 1989 (1998)[2]
- Maoundoé Naindouba (1948-2003), La Double Détresse (1975), L'Étudiant de Soweto (1978), La Lèpre (1979)

### Années 1950
- Baba Moustapha (1952-1982), Maître des djinns, Souffle de l'harmattan, Makarie aux épines
- Noël Nétonon Ndjékéry (1956-), romancier vivant en Suisse.
- Marie-Christine Koundja (1957-), Al Istifakh ou l'Idylle de mes amis (2001), Kam-Ndjaha la dévoreuse (2009)
- Koulsy Lamko (1959-), dramaturge, romancier, poète et essayiste, vivant et travaillant en exil (Burkina Faso, Rwanda, Pays-Bas, Mexique), La Phalène des collines (2000), Regards dans une larme (1990), Les Repos des masques (1995)...
- Nimrod (1959-) (Nimrod Bena Djangrang), poète, essayiste, dramaturge et romancier, vivant et travaillant en France

### Années 1960
- Ali Abdel-Rhamane Haggar (1960-), Tchad, du pouvoir intégral à l'alternance pacifique ou au déluge ? (2021), Éloge de l'amitié fraternelle (2012), Et demain le Tchad (2009), Le mendiant de l'espoir (récit)

### Années 1970
- Kaar Kaas Sonn (1973-), romancier, poète et musicien, vivant et travaillant en France, Ballades d'un récalcitrant (2000)
- Mounira Mitchala (1979-), auteure-interprète, albums : Talou Lena (2006-2007), Chili Houritki (2012)
- Clarisse Nomaye (1973-), romancière et avocate. L’amitié sans frontière (2012), Une famille absolument (2016)

### Années 1980
- Ahmat Taboye (en) (1980 ?)[3], critique, Anthologie de la littérature tchadienne (2003), Panorama critique de la littérature tchadienne en langue française (2016), Émergence de la production de la littérature en langue française au Tchad (2018)

### Années 1990
- Joslain Djeria (1990-), poète[4],[5]
- Cheik Souleyman[6] (1998-), poète et écrivain. Aux fils de Toumaï[7] (2019), À Travers les contrées et les déserts[8] (2021), Devoirs... De mémoire pour un besoin des siècles (2022).
- Aimé Badjam Yan-Tchamsi (1993 -) est un écrivain, poète et linguiste tchadien, spécialiste des langues africaines, notamment du pévé. Il est l'auteur de plusieurs ouvrages portant sur la culture et les traditions du Tchad.

### XXIesiècle
Parmi quelques récents écrivains du paysage littéraire tchadien :
- Abdelkerim Souleyman Terio[9], historien, essayiste, romancier et haut fonctionnaire tchadien[10], auteur de :Origine et évolution des Zaghawa - du royaume du Kanem aux états modernes[11] (VIIIe – XXIe siècle) (2014), publié aux éditions Edilivre , 160 pages; La désobéissance utile[12] (récit), 2009, publié aux éditions Sao, p.75; Un destin atypique (roman), 2011, publié aux éditions Sao, p.120. Idriss Deby Itno: trois décennies de guerre et d’espoir, 2021, éditions IFRIKIYA,pages 216[13]
- Youssouf Ahmat Tyara[14] , militaire et écrivain . Auteur de :Les traces d’un grand patriarche autodidacte, autobiographie , publiée aux Éditions IFRIKIYA (2021), 369 pages ;Exploration narrative : Un périple dans les intrications du monde en 2024,  152 pages; Le récit des voyages: un voyage dans les méandres du monde ( 2024), récit , 152 pages publié aux éditions Colibri
- Mahamat Idriss Deby[15] Itno, militaire, homme d’ État et auteur de De Bédouin à président[16],[17],publié aux éditions VA éditions, 170 pages